# Engraulis
Az Engraulis a sugarasúszójú halak (Actinopterygii) osztályának heringalakúak (Clupeiformes) rendjébe, ezen belül a szardellafélék (Engraulidae) családjába tartozó nem.

## Rendszerezés
A nembe az alábbi 9 faj tartozik:
- Engraulis albidus Borsa, Collet & J. D. Durand, 2004 - Földközi-tenger
- Engraulis anchoita Carl Hubbs & Marini, 1935 - Atlanti-óceán délnyugati része
- szardella (Engraulis australis) (J. White, 1790) - Csendes-óceán délnyugati része
- Engraulis capensis Gilchrist, 1913 - Atlanti-óceán délkeleti része
- Engraulis encrasicolus (Linnaeus, 1758) - Atlanti-óceán keleti része; típusfaj
- Engraulis eurystole (Swain & Meek, 1885) - Atlanti-óceán nyugati része
- japán szardella (Engraulis japonicus) Temminck & Schlegel, 1846 - Csendes-óceán nyugati része
- kaliforniai szardella (Engraulis mordax) Girard, 1854 - Csendes-óceán északkeleti része
- Engraulis ringens Jenyns, 1842 - Csendes-óceán délkeleti része